# Euptychoides griphe
Euptychoides griphe är en fjärilsart som beskrevs av Felder 1867. Euptychoides griphe ingår i släktet Euptychoides och familjen praktfjärilar. Inga underarter finns listade i Catalogue of Life.